# Kroktjärnen (Lockne socken, Jämtland)
Kroktjärnen är en sjö i Östersunds kommun i Jämtland och ingår i Ljungans huvudavrinningsområde.